# История на Нови пазар
Историята на Нови Пазар обхваща времето от праисторическата епоха до наши дни.

## Средновековна история
В стопанско отношение районът е известен със стария си рудник за желязна руда в бошняшкото село Глухавица, който е изрично упоменат в писмен паметник от 1396 г. Преди османското завоюване на Босна, целият този район е във владение на деспот Вук Бранкович, поради и което още в началото на 15 век се споменава, че района си има кадия и субашия. Непосредствено преди османското завладяване на Босна, Нови Пазар (на турски: Yenipazar, Йенипазар) е отбелязан като селище в първото историческо свидетелство за това – с днешното си име.

## Османски период
Нови Пазар е споменат за първи път през 1461 г. в документ от архивата на Дубровник. Дубровчани имали в Нови Пазар свои съдии (лат. consules). През 1467 г. е изрично упоменато в османски документи, че Нови Пазар има кадия и субашия. Легендарно, за основател на Нови Пазар се смята енергичният военачалник, т.е. газия Иса-бег Исакович. В чест на османското завоюване на всички сръбски земи в Нови Пазар е издигната малка джамия на Иса-бег Исакович, която все още съществува като архитектурен и исторически паметник за това паметно събитие от времето на султан Мехмед II.
От 16 век, т.е. от времето на Сюлейман Великолепни, Нови Пазар постепенно се оформя като град с огромно военно и кръстопътно, т.е. търговско значение заради османския контрол върху цяла Сърбия на запад. Тук се срещат и пресичат керванските пътища от запад - от Дубровник през Которския залив и Черна гора, както и от Сараево, за североизтока и Ориента - към Белград, Ниш, Видин и София, и за югоизтока - към Скопие и Солун. По този начин Нови Пазар е своеобразна врата към Сърбия, и от Сърбия.
Нови Пазар през 16 век и 17 век изживява своя разцвет. Оформя се като тържище за размяна на вълна, кожа и восък и постоянна стоянка на дубровнишките търговци, които изнасят местната продукция по море и из огромната Османска империя. От Нови Пазар сърбите търгуват със света, посредством дубровнишките търговци – с конвертируемите си стоки. В града по това време е имало и венециански търговци.
През втората половина на 16 век е отбелязано, че Нови пазар има 6000 къщи, предимно османски, с 16 джамии и голямо пазарище. В леярната до близкия рудник за желязна руда в Глухавица, се коват ятагани и османски оръжия. През 1672 г. дубровнишкият търговец Мато Гундулич отбелязва, че Нови Пазар е „голям град в Кралство Сърбия“ и има около 20 хиляди жители. Интересен факт е, че Евлия Челеби отбелязва изрично, че в Нови Пазар по това време редом с католическата и сръбската църква има и българска – за черкуване.  По това време рашкият митрополит на Печката патриаршия носи титула „рашки, новопазарски и старовлашки“. През 1661 г. Нови пазар има 60 махали с 3000 едноетажни и двуетажни къщи, 1100 магазина около пазарището, 23 джамии, 7 църкви, 16 училища и много ханове и фонтани. Според друго сведение, преди т.нар. голяма турска война, Нови Пазар през 1689 г. има близо 12 000 огнища, т.е. домакинства, което ще рече население над 50 хиляди жители /за околовръст/.

### Големият погром
По време на Австро-турската война от 1683-1699 г. през 1689 година генерал Пиколомини навлиза на Балканите в османските предели начело на армия, която пали и руши. След известното Карпошово въстание с разбиването на армията на Пиколомини край Качаник, армията на Свещената Римска империя се изтегля на север към военната граница, палейки и разрушавайки всичко мюсюлманско по пътя си. В този смисъл Нови Пазар е напълно разрушен и поради стратегическото си османско значение за контрол върху сръбските земи на запад. От това време датира Голямото сръбско преселение.
Дългата австро-турска война променя коренно облика на Нови Пазар. През 1706 година в Нови Пазар са отбелязани едва 300 къщи – срещу 12 000 от преди 17 години, т.е. целият град е изгорен и опустошен от християнската войска.

### Възстановяване
От началото на 18 век започва постепенно възстановяване на Нови Пазар като османски град. През 1731 година Нови Пазар е повторно опустошен и подпален от войската на Свещената Римска империя, а през 1737 г. е разграбен, а османските къщи изгорени – от сръбски хайдути. Тези събития принуждават дубровнишките търговци да напуснат мястото, което трайно се отразява на развитието на града.
По време на Първото сръбско въстание, през 1807 година, Нови Пазар има около 12 000 жители, от които 5000 отбелязани като турци, около 100 евреи, около 600 цигани и малко над 6000 православни.
През 1836 г. Нови Пазар има около 7000 жители, основно православни и мюсюлмани, според османските дефтери. Сведенията от това време, издават и присъствието в града на албанци, арумъни, евреи и цигани.
През 1857 г. Нови Пазар е вече с население от 12 000 жители с 1500 мюсюлмански и 100 православни къщи.

## Най-нова история
По силата на решенията на Берлинския конгрес, Нови Пазар става средище на известния Санджак (област), а от 1913 г. е част от Кралство Сърбия (от 1919 г. - от Югославия). По време на Втората световна война, предходния османски Санджак се ползва с автономия в годините 1943/45 г., като част от стратегията на Третия Райх за укрепване на Балканите срещу настъплението на Червената армия. Предходно, областта и града са обект на голямо нападение от четниците на Дража Михайлович.[източник? (Поискан днес)]
От 2006 г., областта на османския Санджак е разделена между Сърбия и Черна гора, а голяма част от православните сръбски общини в района се обявяват против набиращото мощ в областта - Босненско национално вече.[източник? (Поискан днес)]